# Cypryjskie odznaczenia
| Baretka    | Nazwa                                                                                           |
| ---------- | ----------------------------------------------------------------------------------------------- |
|            | Order Makariosa III – Ταγμα Μακαριου Γ'                                                         |
|            | Order Zasługi Republiki Cypru – Ταγμα Αξιας Κυπριακης Δημοκρατιας                               |
| w przygot. | Medal Altruizmu i Poświęcenia – Μετάλλιο «Αλτρουϊσμού και Αυτοθυσίας»                           |
| w przygot. | Medal Obrońcy Wolności i Demokracji – Μετάλλιο «Προασπιστής της Ελευθερίας και της Δημοκρατίας» |
| w przygot. | Medal Zenona z Kition – Μετάλλιο «Ζηνων ο Κιτιευς»                                              |
| w przygot. | Medal Wybitnego Wkładu – Μετάλλιο «Εξαίρετης Προσφοράς»                                         |